# Лапчевський Євген Борисович
Євге́н Бори́сович Лапче́вський (нар. 14 листопада 1995, Шевченкове, Роздільнянський район, Одеська область, Україна — пом. 1 червня 2024, Кринки, Херсонський район, Херсонська область, Україна) — український військовик, ветеран російсько-української війни.

## Життєпис
Народився 14 листопада 1995 року у селі Шевченкове Роздільнянського району Одеської області. Навчався у Слобідській школі. Після її закінчення у 2010 році вступив до Одеського професійного технічного училища за спеціальністю «Електрик». 
У 2014 році відправився у зону бойових дій на схід України, де в новоствореному батальйоні «Азов» служив його брат. 
З початком повномасштабного вторгнення Росії в Україну служив у 126-й окремій бригаді територіальної оборони України і виконував завдання на лівобережжі Херсонщини.
Загинув 1 червня 2024 року в населеному пункті Кринки (за іншими даними — поблизу острова Козацький) під час стрілкового бою з російськими загарбниками на Херсонському напрямку.
5 червня Євгена Лапчевського кремовано в Одесі, а 12 липня прах розвіяно в національному природному парку «Бузький Гард».

## Нагороди
- Нагрудний знак «Учасник АТО»;
- Нагрудний знак «За нічні стрибки — зоряний десант»;
- Відзнака Президента України «За участь в антитерористичній операції»;
- Орден «За мужність» III ступеня (16 листопада 2023[6]).

## Увічнення пам'яті
- Євгену Лапчевському присвячено пісню «Вільний» виконавця KHALUS, що вийшла 9 липня 2024 року[7].
- 26 липня 2024 року розпорядженням голови Миколаївської обласної державної адміністрації Віталія Кіма відповідно до Закону України «Про засудження та заборону пропаганди російської імперської політики в Україні і деколонізацію топонімії» вулицю Защука перейменовано на вулицю Євгена Лапчевського[8][9].